# Édon
Édon é uma comuna francesa na região administrativa da Nova Aquitânia, no departamento de Charente. Estende-se por uma área de 16,49 km². Em 2010 a comuna tinha 260 habitantes (densidade: 15,8 hab./km²).